# Pépé Oléka
Pépé Oléka, de son vrai nom  Espérance Oléka, née à Badagry au Nigéria, est une artiste, autrice-compositrice-interprète et chanteuse béninoise.

## Biographie

### Enfance, éducation et débuts
Pépé Oléka est née Espérance Oléka à Badagry au Nigéria. Naturalisée béninoise en 2000, Pépé Oléka grandit au Togo en passant quatre années de son enfance avec ses deux parents dont la mère béninoise férue de country music et d’un père nigérian mélomane de Bob Marley.
Elle apprend la musique jeune avec les  chants rituels vodoun, les liturgies à la messe du dimanche, la musique agbadja jouée pendant les rassemblements mensuels des femmes à Lomé et les chansons de Billie Holliday ou de Miriam Makeba écoutées dans une émission spécialisée les samedis soirs à la radio nationale de l'ORTB.

### Carrière
Elle réside dans les années 1990 avec sa mère à Lomé, et elle commence sa carrière de chanteuse à Kodjoviakopé.
En 1996 Pépé Oléka rentre au Bénin et fait la connaissance du pianiste André Quenum, directeur du studio Musigerme à Cotonou. Elle participe  comme choriste à de nombreux albums d’artistes locaux, dont grand orchestre Poly-rythmo du Bénin, Afia Mala, le groupe Fâ, le groupe Jawa, Tchalé, Jean Adagbenon, Max-Lolo,. Plus tard à Cotonou, elle devient membre du groupe Traffic.
Résidente à Marseille en 2004, elle participe à différents projets musicaux et cinématographiques dont la réalisation en studio pour le projet de son premier album dénommé Tchité.
Elle est également connu pour ses nombreuses reprises notamment Sêbla Koko de Adjovi Guy en 2020, Kpee Beeri extrait du premier album de la défunte chanteuse béninoise Zouley Sangaré en hommage à cette dernière, et bien d'autres.
En 2021, elle sort en collaboration avec le chanteur béninois Vi-Phint un clip qui chante l'amour intitulé N’lonwébi. La scène de la fête de musique au Bénin connaît cette même année sa présence.
En 2022, son portrait est réalisé par deux jeunes plasticiens à la Rentrée Artistique et Culturelle des Étudiants de l’Union Culturelle et Artistique des Étudiants (UCAE) de l’Université d’Abomey-Calavi. Elle rend alors visite à l'UCAE le 22 avril 2022.
Pépé Oléka affirme : « Je suis le produit des cultures nigériane, béninoise et togolaise. ».

## Discographie
- 2012 : Tchité[7]
- 2020 : Sêbla Koko[13]
- 2021 : Jolo Towé[7]
- 2022 : Jololo[14]
- 2023 Assiki[15]